# ウィレン・ディック
ウィレン・ディック（Willen Dick、? - 1947年）は、チェコスロバキアの元スキージャンプ選手。

## プロフィール
自国で開催された1925年ノルディックスキー世界選手権のスキージャンプで金メダルを獲得、1927年ノルディックスキー世界選手権でも銀メダルを獲得した。1926年ノルディックスキー世界選手権にはドイツ風のヴィルヘルム・ディック（Wilhelm Dick）という名前で出場した。
1947年没。